# Svetlana Koutchmaïeva
 (février 2021).
Si vous disposez d'ouvrages ou d'articles de référence ou si vous connaissez des sites web de qualité traitant du thème abordé ici, merci de compléter l'article en donnant les références utiles à sa vérifiabilité et en les liant à la section « Notes et références ».
 (février 2021).
La mise en forme du texte ne suit pas les recommandations de Wikipédia : il faut le « wikifier ».
Les points d'amélioration suivants sont les cas les plus fréquents :
- Les titres sont pré-formatés par le logiciel. Ils ne sont ni en capitales, ni en gras.
- Le texte ne doit pas être écrit en capitales (les noms de famille non plus), ni en gras, ni en italique, ni en « petit »…
- Le gras n'est utilisé que pour surligner le titre de l'article dans l'introduction, une seule fois.
- L'italique est rarement utilisé : mots en langue étrangère, titres d'œuvres, noms de bateaux, etc.
- Les citations ne sont pas en italique mais en corps de texte normal. Elles sont entourées par des guillemets français : « et ».
- Les listes à puces sont à éviter, des paragraphes rédigés étant largement préférés. Les tableaux sont à réserver à la présentation de données structurées (résultats, etc.).
- Les appels de note de bas de page (petits chiffres en exposant, introduits par l'outil «  Source ») sont à placer entre la fin de phrase et le point final[comme ça].
- Les liens internes (vers d'autres articles de Wikipédia) sont à choisir avec parcimonie. Créez des liens vers des articles approfondissant le sujet. Les termes génériques sans rapport avec le sujet sont à éviter, ainsi que les répétitions de liens vers un même terme.
- Les liens externes sont à placer uniquement dans une section « Liens externes », à la fin de l'article. Ces liens sont à choisir avec parcimonie suivant les règles définies. Si un lien sert de source à l'article, son insertion dans le texte est à faire par les notes de bas de page.
- La présentation des références doit suivre les conventions bibliographiques. Il est recommandé d'utiliser les modèles {{Ouvrage}}, {{Chapitre}}, {{Article}}, {{Lien web}} et/ou {{Bibliographie}}. Le mode d'édition visuel peut mettre en forme automatiquement les références.
- Insérer une infobox (cadre d'informations à droite) n'est pas obligatoire pour parachever la mise en page.

Pour une aide détaillée, merci de consulter Aide:Wikification.
Si vous pensez que ces points ont été résolus, vous pouvez retirer ce bandeau et améliorer la mise en forme d'un autre article.
Svetlana Aleksandrovna Koutchmaïeva, née le 5 mars 1961 à Moscou, est une productrice de films artistiques, documentaires et de dessins animés. Elle est directrice générale de deux compagnies de production de films : Valdaï et Airfilm.

## Biographie
Svetlana Koutchmaïeva est née en 1961 à Moscou. En 1984 elle a gradué de l’Université technique d’Etat de Moscou-Bauman. En 1987-1989 elle a travaillé dans le Comité d’Etat de l’URSS de télévision et de la radio. À partir de 1989 elle a été l’administrateur, puis directrice adjoint pour les projets du studio de production de cinéma « Gorki Film Studio ». 
1990 – chef d’équipe de tournage du film « Сэнит зон », réalisateur E. Galpine
1991 – directeur du filme « Стерва », réalisateur S. Afanasiev
1992-1995 - travaillé en collaboration avec les réalisateurs de « Gorki Film Studio » : I. Gourin, A. Chvannov, G. Baïsak, V. Priemichov, L. Koulindgeanov, E. Tsiplakova, E. Zvezdakov
1995-1999 – directeur de production auprès du studio « ФАФ Entertainment » 
1997-1999 – directeur de production du long métrage d’animation « Незнайка на Луне », réalisateur A. Lutkievitch
1998 – directeur du film les Chaussette d’une grande ville, du réalisateur S.Ushakov
1999-2001 – directeur de production auprès du studio « New cinema » pour les films suivants : « La guerre d’une princesse » (réalisateur V. Olenikov), « Le Triophe » (réalisateur O.Pogodine)
2001-2003 – directeur de production auprès de « l’Association de télévision du studio Gorki Film Studio » et des séries « Trois contre tous », réalisateur R.Kubaev
2001-2003 – Directeur de production des séries  « Le coup de Lotoce », réalisateur A. Muratov
2001-2002 – Directeur de production du studio « Rodalin S.Production » pour le film « L’énigme du Sphinx », réalisateur G. Baïsak
2002-2004 – Directrice de production des séries auprès du studio « Telefilm »
2004-2009 – Producteur exécutif auprès du studio « ЦНФ »
2005 – Producteur exécutif du film « Dérapage incontrôlable » (réalisateur G. Shegelia) et du film « Le Trotteur » (réalisateur L. Botschkov)
2006 – « Флеш.ка » (réalisateur G. Shengelia), « Effet de serre » (réalisatuer V. Achadov )
2009 – Directeur général et Producteur général du studio « Valday »
2013 – Directeur général et Producteur général du studio « Airfilm »

## Filmographie

### Producteur exécutif
- 2005 : Le Trotteur de L.Botschkov
- 2005 : Effet de serre de V.Achadov
- 2007 : Espace ouverte de D. Neimand
- 2007 : George de P. Simm
- 2010 : Confiture de Sakura de U. Auk et L. Botschkov

### Producteur

#### Cinéma
- 2011 : Skriabine d'A. Barteniev
- 2011 : Boomerang du cœur (ru) de H. CHomeriki
- 2012 : Fille (ru)
- 2013 : Le dernier été d'E. Zvezdakov[1]
- 2013 : Deux fenêtres de N.Apshavskaya
- 2014 : Семицветик d'E. Trousievitch[2]
- 2015 : Plus près de ce qu’il semble de N. Belayskene, E. Chmelevskaya, M.Boskoboev, A.Kim et G.Duktiar
- 2015 : Tragédie dans la Baie Rodgers de F.Abrutine[3]
- 2015 : Sauvetage d'I.Viripaev
- 2017 : Bébé à louer de T.Kapitan
- 2018 : Les Hirondelles mortes de N. Pershina[4]
- 2020 : La presumption de coulpabilité d'O. Assadoulin[5]

#### Films documentaires
- 2011 : Les invités en pierre d'E. Trousievitch
- 2011 : Les proches de V.Kislitsine
- 2011 : Une millième de V.Vinogradov
- 2011 : Le monde entier en deux de B. Maslennikov
- 2011 : Sous la protection des Saints de A.Evremova
- 2011 : Dezhkin d'A.Lutkievitch
- 2012 : Des russes
- 2012 : Echange de la Patrie d'A.Shaborov
- 2013 : Des Samouraï des rues de Moscou de M.Urusov
- 2013 : Le peintre de guerre de K.Smirnov
- 2013 : Autoclassique russe d'I. Kossatchev
- 2013 : L’inspiration de Shouchov de N.Arshavskaya
- 2013 : la Mer à Bombor d'I. Kosatchev

#### Les dessins-animés
- 2011 : Tel est le mariage de S.Strusovski
- 2012 : La pluie
- 2013 : Des comptes des peuples du monde